# Vestre Toten
Gmina Vestre Toten (norw. Vestre Toten kommune) – norweska gmina leżąca w regionie Oppland. Jej siedzibą jest miasto Raufoss.
Vestre Toten jest 305. norweską gminą pod względem powierzchni.

## Demografia
Według danych z roku 2005 gminę zamieszkuje 12 546 osób. Gęstość zaludnienia wynosi 50,39 os./km². Pod względem zaludnienia Vestre Toten zajmuje 86. miejsce wśród norweskich gmin.
| ludność stan na 1 stycznia 2005 |         |           |        |
|                                 | kobiety | mężczyźni | razem  |
| osób                            | 6293    | 6253      | 12 546 |
| %                               | 50,16%  | 49,84%    | 100%   |

| wykształcenie stan na 1 października 2004 |        |         |        |        |
|                                           | podst. | średnie | wyższe | niezn. |
| osób                                      | 2505   | 5914    | 1564   | 149    |
| %                                         | 24,72% | 58,37%  | 15,44% | 1,47%  |

## Edukacja
Według danych z 1 października 2004:
- liczba szkół podstawowych (norw. grunnskolar): 8
- liczba uczniów szkół podst.: 1604

## Władze gminy
Według danych na rok 2011 administratorem gminy (norw. rådmann) jest Bjørn Fauchald, natomiast burmistrzem (norw. ordfører, d. borgermester) jest Stein Knutsen.